# Basílica del Voto Nacional
A Basílica do Voto Nacional ( em castelhano:  Basílica del Voto Nacional    ) é uma igreja católica romana localizada no centro histórico de Quito, Equador. É a maior basílica neogótica das Américas.

## História

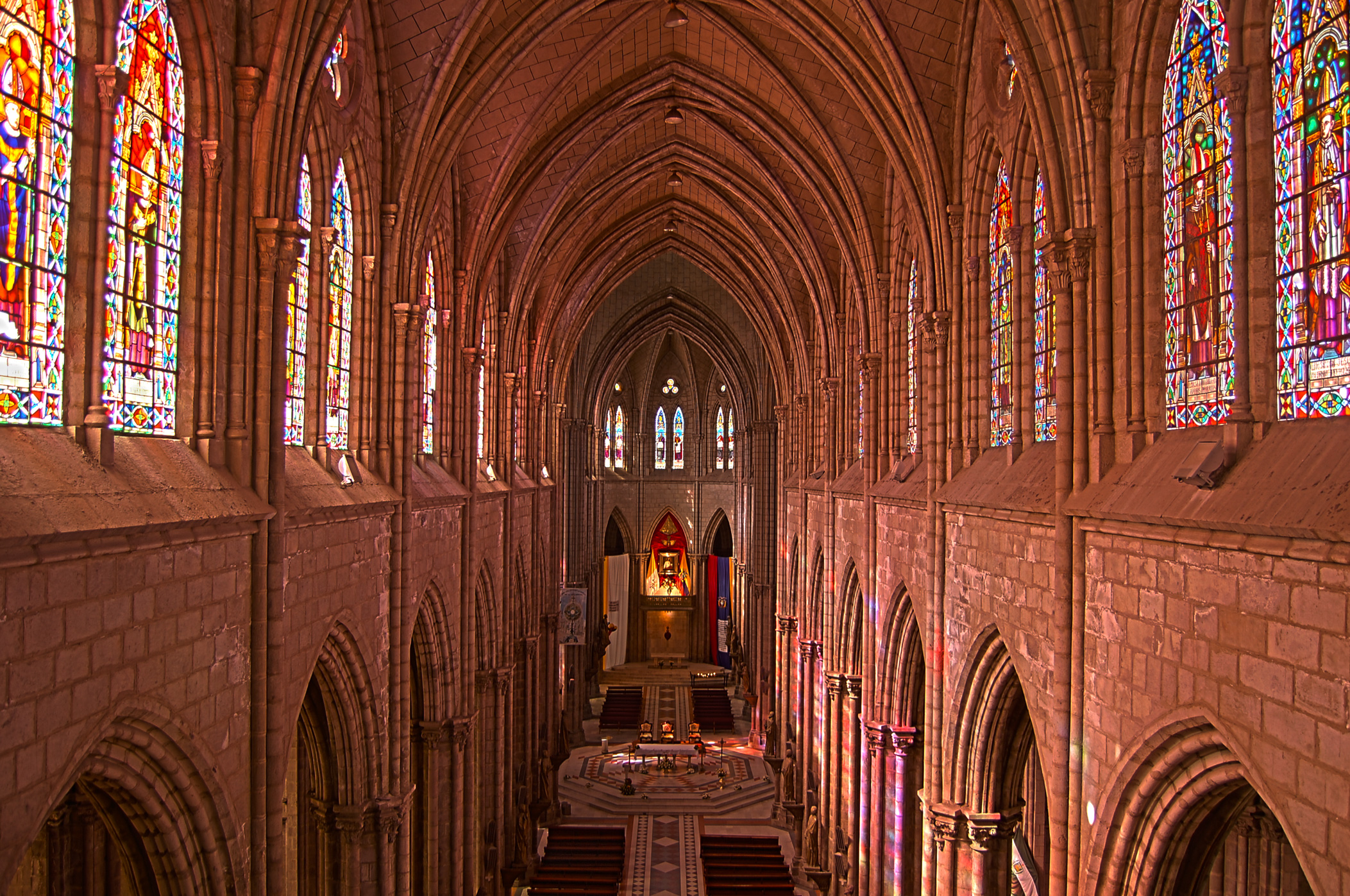
Vista da nave para o santuário

A basílica surgiu da ideia, proposta pelo padre Julio Matovelle em 1883, de construir um monumento como um lembrete perpétuo da consagração do Equador ao Sagrado Coração. O presidente Luis Cordero emitiu o decreto em 23 de julho de 1883 e foi executado pelo presidente José María Plácido Caamaño em 5 de março de 1884. O congresso, de acordo com o orçamento do ano, designou 12.000 pesos para a construção - 1.000 pesos por mês, a partir de 1884. Por decreto de 3 de julho de 1885, o quarto Conselho Provincial Quitense transformou a construção da basílica em compromisso religioso em nome do país. Em 1887, os Padres Issodum começaram a construção por cinco anos, com a aprovação do Papa Leão XIII. Os Padres Oblatos doaram a terra para a basílica. Para continuar a construção, as doações foram aceitas pelos fiéis, que forneceram pedras em troca de gravar seus nomes nelas. Em 1895, o estado estabeleceu um imposto sobre o sal para continuar a construção.
Em 1901, o padre Matovelle e sua comunidade de monges missionários se encarregaram da construção, a pedido do arcebispo Pedro Rafael González Calisto. O edifício foi projetado pelo arquiteto Emilio Tarlier ao custo de 40.000 francos franceses. Tarlier foi inspirado na Catedral de Bourges. Em 10 de julho de 1892, a primeira pedra foi colocada. Entre 1892 e 1909, a Catedral do Coração de Maria foi construída. A basílica foi abençoada pelo papa João Paulo II em 30 de janeiro de 1985 e foi consagrada e inaugurada em 12 de julho de 1988.

A basílica permanece tecnicamente "inacabada". A lenda local diz que quando a Basílica estiver concluída, o fim do mundo chegará.

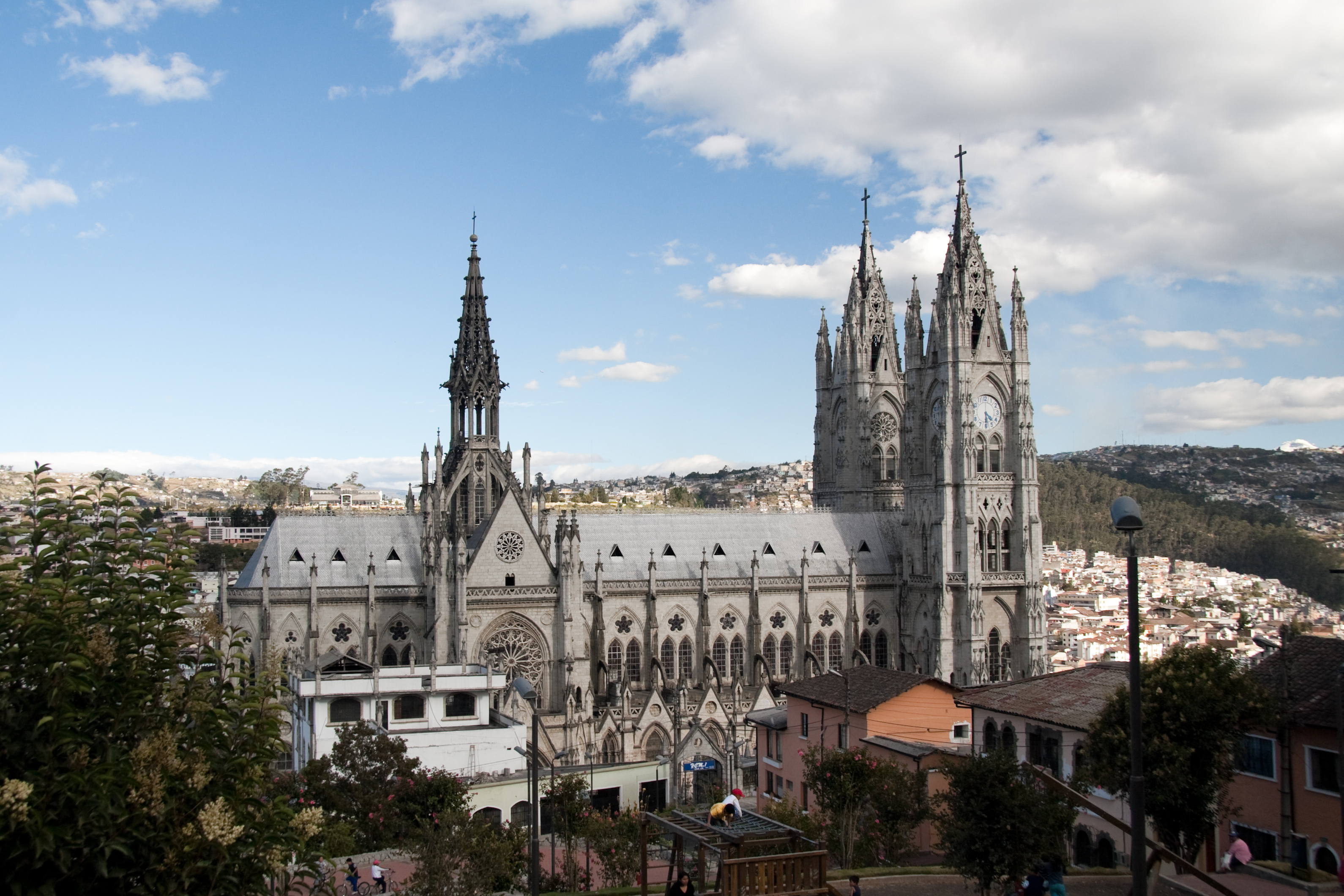
A Basílica olhando para o leste
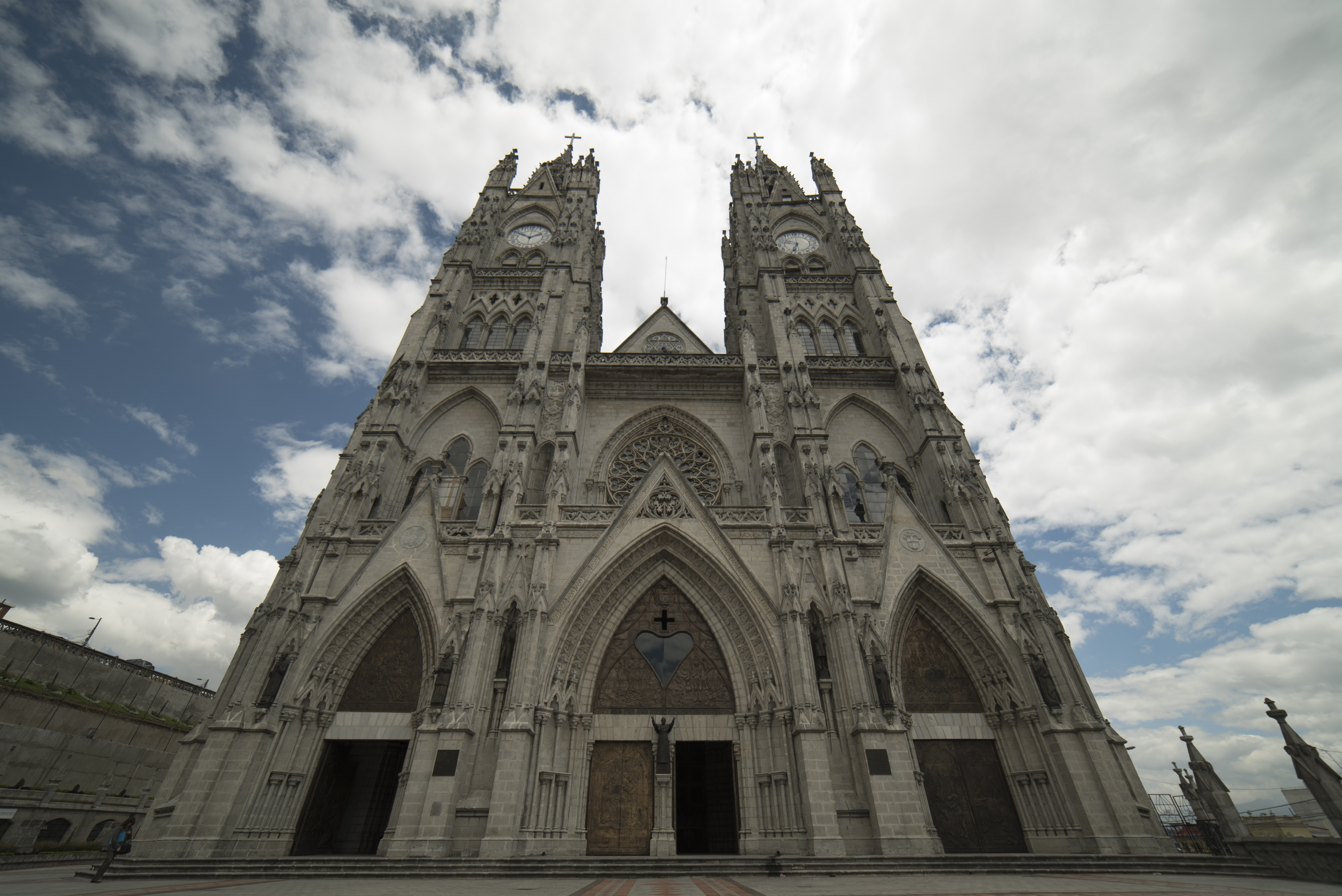
Fachada sul em novembro de 2016
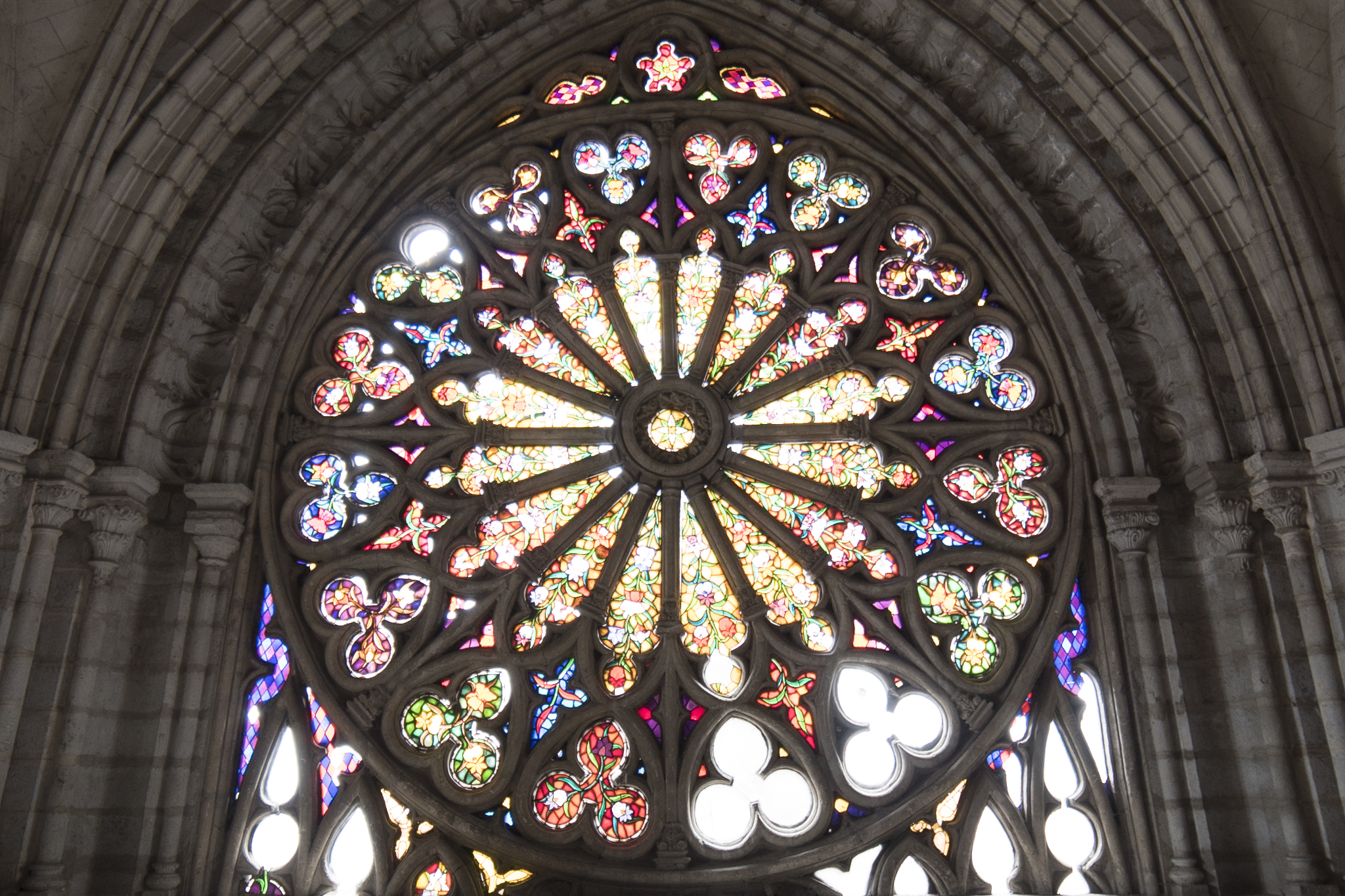
Janela de rosa no trancept ocidental